# Kurt Diemer
Kurt Gustav August Diemer (Berlino, 17 maggio 1893 – 13 dicembre 1953) è stato un calciatore tedesco, di ruolo difensore.

## Carriera

### Club
Dopo aver giocato dal 1910 al 1925 nel Berliner, si trasferisce al Magonza, dove chiuderà la carriera nel 1929.

### Nazionale
Conta 4 presenze con la Nazionale tedesca.